# Vella flaccida
Vella flaccida is een insect uit de familie van de mierenleeuwen (Myrmeleontidae), die tot de orde netvleugeligen (Neuroptera) behoort. 
Vella flaccida is voor het eerst wetenschappelijk beschreven door Navás in 1917.